# غيرترود بيج
غيرترود بيج (بالإنجليزية: Gertrude Page)‏ (1872 في المملكة المتحدة - 1 أبريل 1922، هراري في زيمبابوي)؛ كاتِبة وروائية بريطانية.